# Richard A. Falk
Richard Anderson Falk, född 1930, är en amerikansk jurist och professor emeritus i internationell rätt vid Princeton University. Han har skrivit eller samskrivit 20 böcker, samt redigerat eller samredigerat 20 andra böcker,
Falk utsågs 2008 av FN:s råd för mänskliga rättigheter (UNHRC) på ett sexårigt mandat till FN:s särskilde rapportör om "situationen för de mänskliga rättigheterna i de palestinska områdena ockuperade sedan 1967. Han har kritiserats av USA:s ambassadör Susan Rice och Förenta nationernas generalsekreterare Ban Ki-moon för sina ståndpunkter om Israel och även 11 september-attackerna. Falks stöd till Sanningsrörelsen har gjort att han kallats för en  9/11-konspirationsteoretiker.

### Fotnoter
1. ↑  SNAC, SNAC Ark-ID: w68s5shc, läs online, läst: 9 oktober 2017.[källa från Wikidata]
2. ↑  Freebase Data Dumps, Google.[källa från Wikidata]
3. ↑  Guggenheim fellow-ID: richard-a-falk.[källa från Wikidata]
4. ↑  läs online, www.isanet.org .[källa från Wikidata]
5. ↑  USC Center on Public Diplomacy, Dean’s Open Forum, Richard Falk Arkiverad 19 mars 2016 hämtat från the Wayback Machine. November 4, 2004.